# Station Namaze
Station Namaze (生瀬駅, Namaze-eki) is een spoorwegstation in de Japanse stad Nishinomiya in de prefectuur Hyōgo. Het wordt aangedaan door de Fukuchiyama-lijn. Het station heeft twee sporen, gelegen aan twee zijperrons.

## Treindienst

### JR West
| 1  | ■ Fukuchiyama-lijn | richting Sanda en Sasayamaguchi            |
| ２ | ■ Fukuchiyama-lijn | richting Takarazuka, Osaka en Kita-Shinchi |

## Geschiedenis
Het station werd in 1898 geopend als station Arimaguchi. Al in 1899 werd de naam veranderd in Namaze. 

## Stationsomgeving
- Jōkyōji-tempel
- Mukogawa-rivier
- Autoweg 176

(JR Kioto-lijn<<) ·  Ōsaka ·  Tsukamoto ·  Amagasaki ·  Tsukaguchi ·  Inadera ·  Itami ·  Kita-Itami ·  Kawanishi-Ikeda ·  Nakayamadera ·  Takarazuka ·  Namaze ·  Nishinomiyanajio ·  Takedao ·  Dōjō ·  Sanda ·  Shin-Sanda ·  Hirono ·  Aino ·  Aimoto ·  Kusano ·  Furuichi ·  Minami-Yashiro ·  Sasayamaguchi ·  Tamba-Oyama ·  Shimotaki ·  Tanikawa ·  Kaibara ·  Isō ·  Kuroi ·  Ichijima ·  Tamba-Takeda ·  Fukuchiyama · (>>Sanin-lijn)